# CA Huracán (Tres Arroyos)
Club Atlético Huracán de Tres Arroyos – argentyński klub piłkarski z siedzibą w mieście Tres Arroyos.

## Historia
Klub założony został w roku 1923 w mieście Tres Arroyos należącym do zespołu miejskiego Buenos Aires. Początkowo grał w lokalnej lidze. W 1999 awansował do drugiej ligi argentyńskiej (Primera B Nacional). W sezonie 2004/05 klub występował w pierwszej lidze argentyńskiej (Primera división argentina), z której jednak spadł, a od sezonu 2007/08 występuje już w trzeciej lidze (Torneo Argentino A).